# José María Morelos
För andra betydelser, se José María Morelos (olika betydelser).

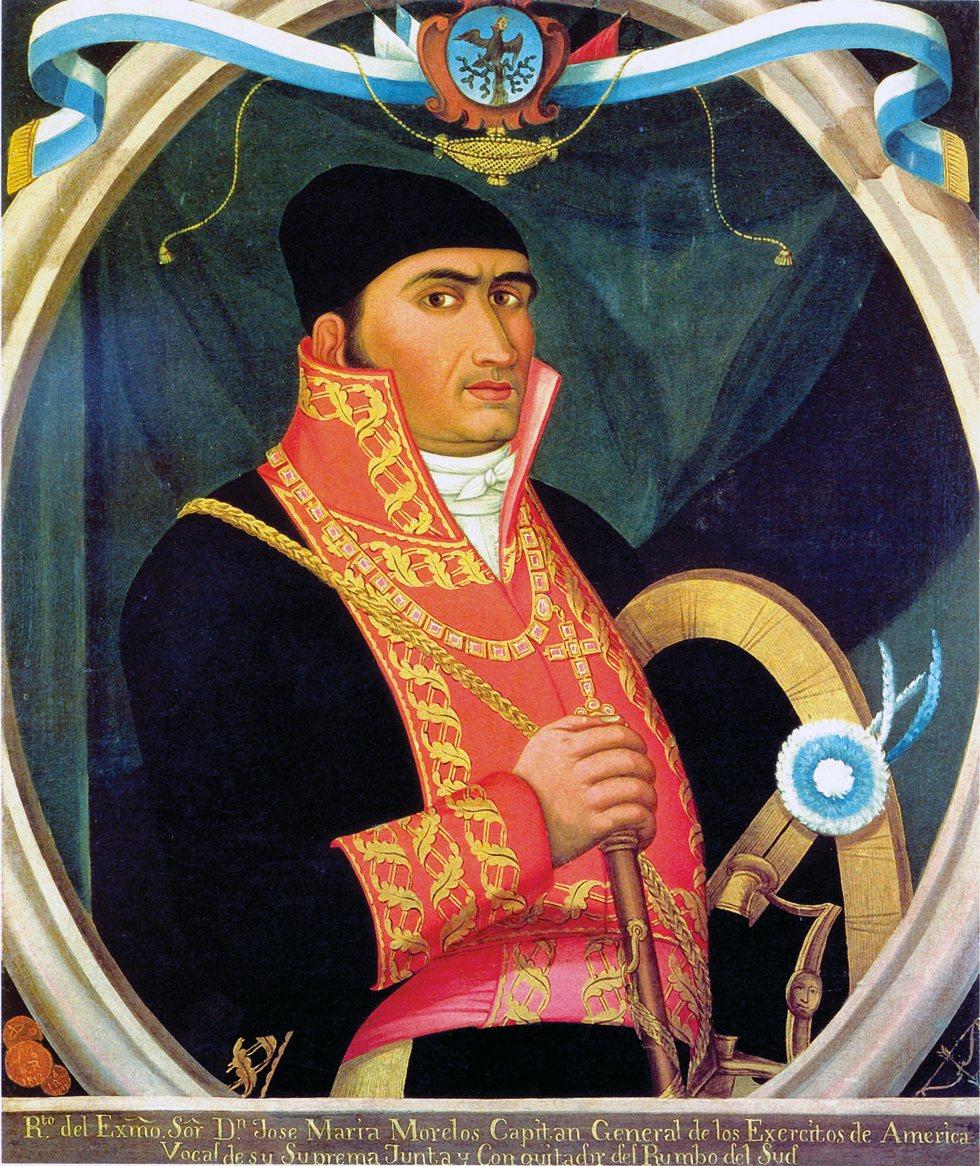
Anomymt verk med Morelos

José María Teclo Morelos y Pavón y Pérez född i Valladolid idag Morelia, Michoacán, 30 september 1765, avrättad i Ecatepec, Mexiko (delstat), 22 december 1815. Mexikansk präst och militär. Ledare av mexikanska frihetskriget efter Miguel Hidalgo och efter tillfångatagandet efterträdd av Vicente Guerrero.
I unga år arbetar han som mulåsneförare. Han prästvigs vid 33 års ålder 1797 och får sitt pastorat, Cuarácuaro 1799 och har det fram till 1810.
I början av självständighetskampen fick Morelos ansvar för södra delarna av Mexiko med särskild uppgift att skära av den för Spanien viktiga Asienhandels som gick främst via Acapulco.

## Tillfångatagen
Morelos blir tillfångatangen tillsammanas med 200 insurgentes 5 november 1815 i Tezmalaca, Puebla. Efter en summarisk rättegång blir 150 av männen avrättade på plats och 50 blir skickade till Manila som slavar. Morelos transporteras till Mexico City där flera rättegångar hålls. Han blir fråntagen sitt prästerskap av inkvisitionen 23 november. Inkvisitionsprocessen fortsätter och slutligen 21 december döms Morelos till döden. Han transporteras dagen efter till Ecatepec och passera Guadalupehelgedomen på vägen. Klockan fyra på eftermiddagen knäböjer Morelos och blir arkebuserad med ryggen vänd mot truppen.

## Minesmärken
Morelos har givit namn åt Morelos och Morelia. Det finns många monument i Mexiko över honom men det viktigaste är statyn på basen av El Ángel de la Independencia, där hans kvarlevor är begravda.